# Jennifer Paige
Jennifer Paige (født 3. september 1973) er en amerikansk sangerinde. Hun hittede i slutningen af 90'erne og er særligt kendt for nummeret "Crush" fra 1998.
Det selvbetitlede debutalbum udkom i august 1998. Albummet Best Kept Secret udkom i 2008.
Jennifer Paige har sunget for pave Johannes Paul 2.[kilde mangler]

## Diskografi
Studiealbum
- Jennifer Paige (1998)
- Positively Somewhere (2001)
- Best Kept Secret (2008)
- Holiday (2012)